# Dicranoptycha kenyana
Dicranoptycha kenyana är en tvåvingeart som beskrevs av Seguy 1938. Dicranoptycha kenyana ingår i släktet Dicranoptycha och familjen småharkrankar.
Artens utbredningsområde är Kenya. Inga underarter finns listade i Catalogue of Life.